# جاك باول
جاك باول (بالإنجليزية: Jack Powell)‏ (25 مارس 1860 ويلز المملكة المتحدة - 16 مارس 1947 المملكة المتحدة) هو لاعب كرة قدم بريطاني سابق كان يلعب كمدافع.

## روابط خارجية
- جاك باول على موقع قاعدة بيانات كرة القدم.إي يو (الإنجليزية)
- جاك باول على موقع عالم كرة القدم.نت (الإنجليزية)